# MTV Video Music Awards 1986
Die Verleihung der MTV Video Music Awards 1986 fand am 5. September 1986 statt. Verliehen wurde der Preis an Videos, die vom 2. Mai 1985 bis zum 1. Mai 1986 ihre Premiere hatten. Die Verleihung fand im Universal Amphitheatre, Universal City, Kalifornien, statt. Das Moderatorenteam bestand Downtown Julie Brown, Mark Goodman, Alan Hunter, Martha Quinn und Dweezil Zappa.
Gewinner des Abends war die norwegische Gruppe a-ha die, zusammen mit Dire Straits, mit je elf Nominierungen die Nominierungsliste anführte. A-ha gewannen acht der elf Awards.

## Nominierte und Gewinner
Die jeweils fett markierten Künstler zeigen den Gewinner der Kategorie an.

### Video of the Year
Dire Straits – Money for Nothing
- a-ha – Take On Me
- Godley & Creme – Cry
- Robert Palmer – Addicted to Love
- Talking Heads – Road to Nowhere

### Best Male Video
Robert Palmer – Addicted to Love
- Bryan Adams – Summer of ’69
- Phil Collins – Take Me Home
- Bruce Springsteen – Glory Days
- Sting – If You Love Somebody Set Them Free

### Best Female Video
Whitney Houston – How Will I Know
- Kate Bush – Running Up That Hill
- Aretha Franklin – Freeway of Love
- Grace Jones – Slave to the Rhythm
- Tina Turner – We Don’t Need Another Hero

### Best Group Video
Dire Straits – Money for Nothing
- a-ha – Take On Me
- INXS – What You Need
- The Rolling Stones – Harlem Shuffle
- Talking Heads – And She Was

### Best New Artist in a Video
a-ha – Take On Me
- The Hooters – And We Danced
- Whitney Houston – How Will I Know
- Pet Shop Boys – West End Girls
- Simply Red – Holding Back the Years

### Best Concept Video
a-ha – Take On Me
- Dire Straits – Money for Nothing
- Godley & Creme – Cry
- Talking Heads – And She Was
- Talking Heads – Road to Nowhere

### Most Experimental Video
a-ha – Take On Me
- Pat Benatar – Sex as a Weapon
- Dire Straits – Money for Nothing
- X – Burning House of Love
- ZZ Top – Rough Boy

### Best Stage Performance in a Video
Bryan Adams and Tina Turner – It’s Only Love
- Dire Straits – Money for Nothing
- Huey Lewis and the News – The Power of Love
- Robert Palmer – Addicted to Love
- Pete Townshend – Face the Face

### Best Overall Performance in a Video
David Bowie and Mick Jagger – Dancing in the Street
- Dire Straits – Money for Nothing
- Robert Palmer – Addicted to Love
- Bruce Springsteen – Glory Days
- Sting – If You Love Somebody Set Them Free

### Best Direction in a Video
a-ha – Take On Me (Regie: Steven Barron)
- Pat Benatar – Sex as a Weapon (Regie: Daniel Kleinman)
- Dire Straits – Money for Nothing (Regie: Steven Barron)
- X – Burning House of Love (Regie: Daniel Kleinman)
- ZZ Top – Rough Boy (Regie: Steven Barron)

### Best Choreography in a Video
Prince and The Revolution – Raspberry Beret (Choreograf: Prince)
- Pat Benatar – Sex as a Weapon (Choreograf: Russell Clark)
- Morris Day – The Oak Tree (Choreografen: Russell Clark und Morris Day)
- Madonna – Dress You Up (Choreografr: Brad Jeffries)
- Madonna – Like a Virgin (live) (Choreograf: Brad Jeffries)

### Best Special Effects in a Video
a-ha – Take On Me (Special Effects: Michael Patterson und Candace Reckinger)
- Pat Benatar – Sex as a Weapon (Special Effects: Daniel Kleinman und Richard Uber)
- Dire Straits – Money for Nothing (Special Effects: Ian Pearson)
- X – Burning House of Love (Special Effects: Daniel Kleinman)
- ZZ Top – Rough Boy (Special Effects: Max Anderson und Chris Nibley)

### Best Art Direction in a Video
ZZ Top – Rough Boy (Art Director: Ron Cobb)
- a-ha – The Sun Always Shines on T.V. (Art Director: Stefan Roman)
- Pat Benatar – Sex as a Weapon (Art Director: Daniel Kleinman)
- Dire Straits – Money for Nothing (Art Director: Steven Barron)
- Honeymoon Suite – Feel It Again (Art Director: David Brockhurst)

### Best Editing in a Video
a-ha – The Sun Always Shines on T.V. (Editor: David Yardley)
- Pat Benatar – Sex as a Weapon (Editor: Richard Uber)
- Dire Straits – Money for Nothing (Editor: David Yardley)
- X – Burning House of Love (Editor: Dan Blevins)
- ZZ Top – Rough Boy (Editor: Richard Uber)

### Best Cinematography in a Video
a-ha – The Sun Always Shines on T.V. (Kamera: Oliver Stapleton)
- Pat Benatar – Sex as a Weapon (Kamera: Peter Mackay)
- Joe Walsh – The Confessor (Kamera: Jan Kiesser and Ken Barrows)
- X – Burning House of Love (Kamera: Ken Barrows)
- ZZ Top – Rough Boy (Kamera: Chris Nibley)

### Viewer’s Choice
a-ha – Take On Me
- Dire Straits – Money for Nothing
- Godley & Creme – Cry
- Robert Palmer – Addicted to Love
- Talking Heads – Road to Nowhere

### Video Vanguard Award
- Madonna
- Zbigniew Rybczyński

### Special Recognition Award
- Bill Graham
- Jack Healey (Executive Director von Amnesty International)[2]

## Liveauftritte
- Robert Palmer – Addicted to Love
- The Hooters – And We Danced/Nervous Night
- The Monkees – I’m a Believer/Daydream Believer
- 'Til Tuesday – What About Love
- INXS – What You Need
- Van Halen – Best of Both Worlds/Love Walks In
- Mr. Mister – Kyrie/Broken Wings
- Simply Red – Holding Back the Years/Money's Too Tight (To Mention)
- Whitney Houston – How Will I Know/Greatest Love of All
- Pet Shop Boys – Love Comes Quickly/West End Girls
- Tina Turner – Typical Male
- Genesis – Throwing It All Away

## Auftritte
- Jay Leno – präsentierte Best Stage Performance in a Video
- Joe Davola und Alan Hunter – sprachen über den Viewer’s Choice Award und stellten die Nominierten vor
- Janet Jackson – präsentierte Best Choreography in a Video
- Bobcat Goldthwait – präsentierte Best Concept Video
- Steven Wright – präsentierte Best Editing in a Video und Best Cinematography in a Video
- Adam Whittaker – nahm die Awards für Best Editing und Best Cinematography im Namen von David Yardley und Oliver Stapleton an
- Don Johnson – präsentierte Best Female Video
- The Bangles – präsentierte Best Overall Performance in a Video
- Grace Jones – nahm den Best Overall Performance Award für David Bowie und Mick Jagger entgegen
- Robert Palmer – gab den Video Vanguard Award an Madonna
- Pet Shop Boys – gaben den Video Vanguard Award an Zbigniew Rybczyński
- Bananarama – präsentierte Best Art Direction in a Video
- Martha Quinn – gab den Special Recognition Award an Jack Healey
- Whitney Houston – präsentierte Best Male Video
- Steve Winwood – präsentierte Best Direction in a Video
- Simon Fields – nahm den Best Direction award für Steve Barron entgegen
- Gilbert Gottfried – präsentierte Best Special Effects in a Video
- David Lee Roth – präsentierte Best Group Video
- Elvira, Mistress of the Dark – leitete die Premiere von Don Johnsons Musikvideo zu Heartbeat ein
- Bob Costas – war verantwortlich für das Segment Rock 'n Roll Sports
- Belinda Carlisle – präsentierte Best New Artist in a Video
- Robin Williams – gab dem Special Recognition Award an Bill Graham
- Paul McCartney – kündigte Tina Turner an
- Mötley Crüe (Vince Neil und Tommy Lee) – präsentierten Most Experimental Video
- Rod Stewart – trat per Satellit in einem Spot vor den Werbepausen auf
- Van Halen – präsentierten Viewer’s Choice
- Don Henley – präsentierte Video of the Year